# Abrocoma budini
Espèce
Statut de conservation UICN

 DD  : Données insuffisantes
Abrocoma budini est une espèce de petits rongeurs de la famille des Abrocomidae dont les membres, originaires de la Cordillère des Andes, sont appelés des rats-chinchillas. Ce rat-chinchilla est endémique d'Argentine.
L'espèce est décrite pour la première fois en 1920 par le mammalogiste anglais Michael Rogers Oldfield Thomas (1858-1929).